# Entorno de aprendizaje

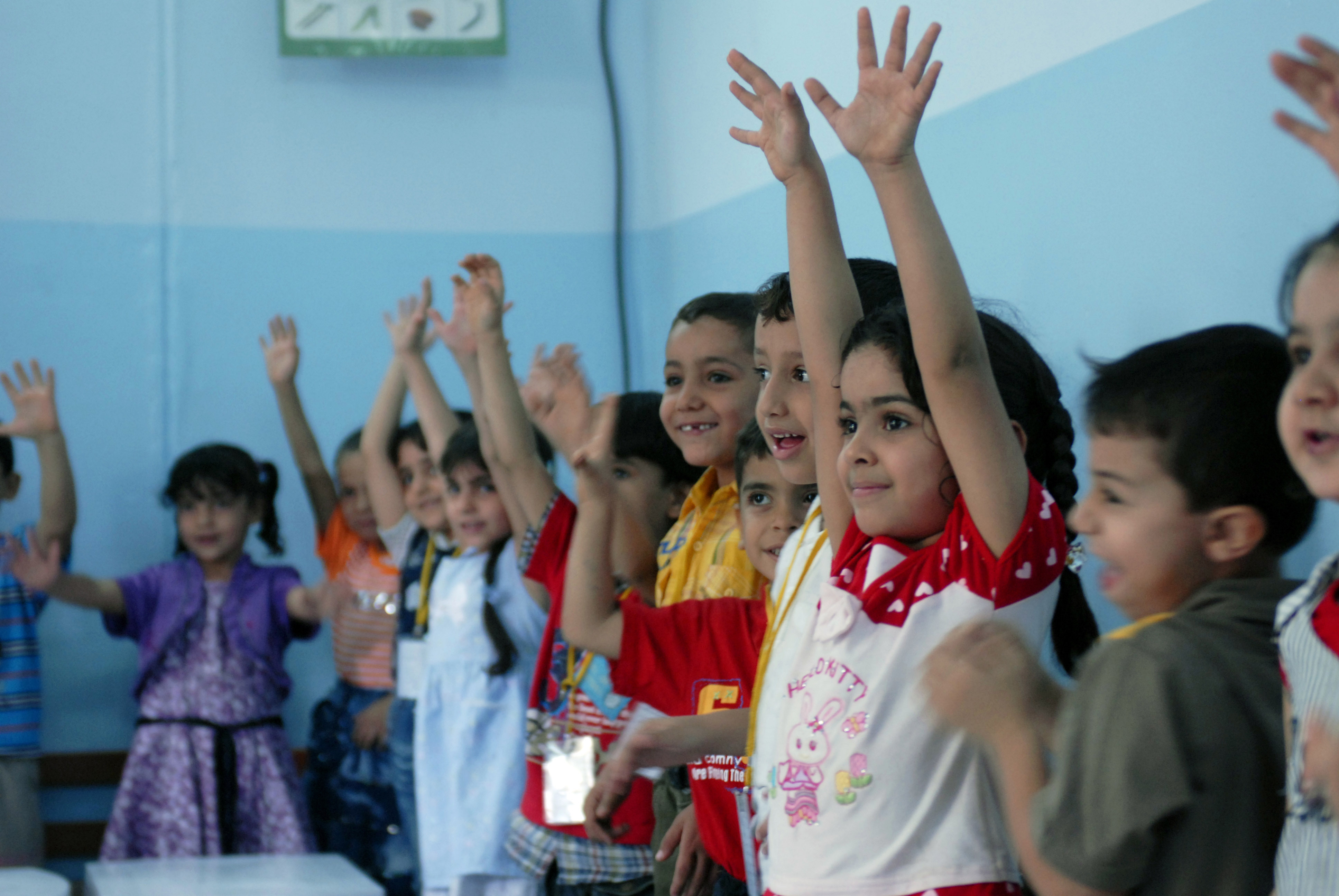
"Entornos de aprendizaje" se refiere a enfoques educativos, culturas y entornos físicos para todo tipo de estudiantes y actividades.

El término "entorno de aprendizaje" puede referirse a un enfoque educativo, un contexto cultural o un entorno físico donde tienen lugar la enseñanza y el aprendizaje. En un sentido social, el entorno de aprendizaje puede hacer referencia a la cultura de la población a la que sirve y a su ubicación. Los entornos de aprendizaje varían ampliamente en su uso, estilos de aprendizaje, organización e institución educativa. La cultura y el contexto de un lugar u organización incluyen factores como formas de pensar, comportarse o trabajar, también conocidos como cultura organizativa. Para un entorno de aprendizaje como una institución educativa, también incluye factores como características operativas de instructores, grupo de instrucción o institución; la filosofía o conocimiento experimentado por el estudiante y también puede abarcar una variedad de culturas de aprendizaje: su espíritu y características predominantes, cómo interactúan los individuos, las estructuras que rigen y la filosofía en los estilos de aprendizaje y pedagogías utilizados; y la cultura social del lugar donde tiene lugar el aprendizaje. Aunque los entornos físicos no determinan las actividades educativas, existe evidencia de una relación entre los entornos escolares y las actividades que tienen lugar allí. Según Castro, G. et al. (2023), lo entornos de aprendizaje contribuyen al diseño de políticas educativas mas eficientes y al mejor desempeño escolar.
"Gakuen" en japonés, que significa "jardín del aprendizaje", muestra una conexión poética entre el entorno educativo y la naturaleza. Por otro lado, "escuela", derivada del griego "scholē", inicialmente relacionada con el ocio y luego con la educación, nos muestra cómo ha evolucionado el concepto a lo largo del tiempo. Y "jardín de infancia", una palabra alemana que literalmente significa "jardín para los niños", pero adoptada metafóricamente como un lugar para el crecimiento natural de los niños, es una hermosa forma de conceptualizar la educación temprana.
La instrucción directa es quizás el método más antiguo de educación formal y estructurada de la civilización y sigue siendo una forma dominante en todo el mundo. En su esencia, implica la transferencia de información de alguien que posee más conocimiento a alguien que tiene menos conocimiento, ya sea en general o en relación con un tema o idea específica. El método socrático se desarrolló hace más de dos milenios como respuesta a la instrucción directa en las escuelas de la Antigua Grecia. Su forma dialéctica, basada en preguntas, sigue siendo una forma importante de aprendizaje en las escuelas de derecho occidentales. El aprendizaje práctico, una forma de aprendizaje activo y experimental que precede al lenguaje y a la capacidad de transmitir conocimientos por medios distintos a la demostración, se ha demostrado que es uno de los medios más efectivos de aprendizaje y, en las últimas dos décadas, ha adquirido un papel cada vez más importante en la educación.

## Características de operación
La operación de la instalación educativa puede tener un papel determinante en la naturaleza del entorno de aprendizaje. Las características que pueden determinar la naturaleza del entorno de aprendizaje incluyen:
- Tipo de organización: escuela estatal o pública, escuela independiente, escuela parroquial;
- Estructura: rígidamente estructuradas ( escuelas militares ) a menos estructuradas ( escuela de Sudbury, movimiento escolar libre, educación democrática, escuela libre anarquista, escuelas modernas o escuelas Ferrer;
- No institucionales: educación en el hogar, desescolarización ;
- Horario: duración y calendario del año académico (por ejemplo , escolarización durante todo el año ), horarios de clases y actividades, duración del período de clases, programación en bloques ;
- Dotación de personal: número de profesores, proporción de alumnos por profesor, profesor único por aula o enseñanza conjunta;
- Asistencia: estudiante obligatorio hasta alcanzar una determinada edad o estándar;
- Certificación docente: distintos grados de cualificación profesional;
- Evaluación: pruebas y estándares proporcionados por el gobierno directa o indirectamente;
- Asociaciones y tutorías: relaciones entre los entornos de aprendizaje y entidades o individuos externos en el estudio general o campos elegidos;
- Modelo organizacional: departamental, integrado, academia, escuela pequeña.
- Plan de estudios: las materias que componen un plan de estudios.

## Cultura social
" Cultura " se define generalmente como las creencias, costumbres, artes, tradiciones y valores de una sociedad, grupo, lugar o época. Esto puede incluir una escuela, una comunidad, una nación o un estado. La cultura afecta el comportamiento de los educadores, estudiantes, personal y comunidad. A menudo determina el contenido del plan de estudios. El estatus socioeconómico de una comunidad influye directamente en su capacidad para apoyar una institución de aprendizaje; su capacidad para atraer educadores de alto calibre con salarios atractivos; una instalación segura, protegida y cómoda; y satisfacer incluso las necesidades básicas de los estudiantes, como nutrición adecuada, atención médica, descanso adecuado y apoyo en casa para las tareas y el descanso adecuado.

## Pedagogía y estilo de aprendizaje.
Varias de las tendencias clave en los modelos educativos a lo largo del siglo XX y principios del XXI incluyen la educación progresista, la educación constructivista y la educación basada en habilidades del siglo XXI. Estos pueden brindarse en escuelas integrales o especializadas en una variedad de modelos organizacionales, incluidos departamentales, integradores, basados en proyectos, académicos, pequeñas comunidades de aprendizaje y escuela dentro de una escuela. Cada uno de estos también puede combinarse, al menos en parte, con modelos de aprendizaje combinado, de escuela virtual, de aula invertida y basados en el diseño .
El aprendizaje pasivo, una característica clave de la instrucción directa, tiene como esencia la difusión de casi toda la información y el conocimiento de una sola fuente: el maestro con un libro de texto que brinda lecciones en formato de conferencia. Este modelo también se conoce como el "sabio del escenario". Un alto grado de aprendizaje se realizó mediante memorización . Cuando la educación pública comenzó a proliferar en Europa y América del Norte a principios del siglo XIX, un modelo de instrucción directa se convirtió en el estándar y ha continuado hasta el siglo XXI. La educación en ese momento estaba diseñada para proporcionar trabajadores para las sociedades industriales emergentes basadas en fábricas, y este modelo educativo y organización de las escuelas se conoció como la " escuela modelo de fábrica ", con un plan de estudios, estilo de enseñanza y evaluación fuertemente estandarizados y centrados en las necesidades y eficiencias de la gestión del aula y del profesorado.

### Aprendizaje activo
El aprendizaje activo es un modelo de instrucción que centra la responsabilidad del aprendizaje en los alumnos, no en la instrucción dirigida por el maestro, un modelo también denominado centrado en el estudiante . Se basa en la premisa de que para aprender, los estudiantes deben hacer más que simplemente escuchar: deben leer, escribir, discutir o participar en la resolución de problemas. Se relaciona con tres dominios de aprendizaje denominados conocimientos, habilidades y actitudes (KSA) (Bloom, 1956), mediante los cuales los estudiantes deben participar en tareas de pensamiento de orden superior como análisis, síntesis y evaluación. El aprendizaje activo involucra a los estudiantes en dos aspectos: hacer cosas y pensar en las cosas que están haciendo (Bonwell y Eison, 1991). (Ver taxonomía de Bloom ).

#### Aprendizaje diferenciado
El aprendizaje diferenciado se ha desarrollado a partir de la conciencia de la eficacia de los diferentes estilos de aprendizaje que han surgido de la investigación neurológica de finales del siglo XX y principios del XXI y de estudios sobre los diferentes estilos de aprendizaje. A medida que los impactos del diseño de la escuela modelo de fábrica en el aprendizaje se hicieron más evidentes, junto con la necesidad emergente de diferentes habilidades a finales del siglo XX, también lo hizo la necesidad de diferentes estilos educativos y diferentes configuraciones de los entornos físicos de aprendizaje. La instrucción directa ahora se está expandiendo para incluir a estudiantes que realizan investigaciones independientes o guiadas con múltiples fuentes de información, mayor discusión en clase, colaboración en grupo, experiencia (práctica, basada en proyectos, etc.) y otras formas de aprendizaje activo. El papel de "sabio en el escenario" de la instrucción directa para los docentes está siendo aumentado o reemplazado por un enfoque de "guía al lado". En la instrucción basada en la diferenciación, el maestro del aula altera la impartición y el contenido de la instrucción para los estudiantes según el perfil de aprendizaje, el nivel de preparación y los intereses de cada estudiante 
La educación progresista es un movimiento pedagógico que utiliza muchos principios de aprendizaje activo que comenzó a finales del siglo XIX y ha continuado de diversas formas hasta el presente. El término progresista se utilizó para distinguir esta educación de los planes de estudio tradicionales euroamericanos del siglo XIX, que estaban arraigados en la preparación clásica para la universidad y fuertemente diferenciados por clase social . La educación progresiva tiene sus raíces en la experiencia actual. Muchos programas de educación progresista incluyen cualidades como aprender haciendo (proyectos prácticos, aprendizaje experiencial, plan de estudios integrado, integración del espíritu empresarial, resolución de problemas, pensamiento crítico, trabajo en grupo, desarrollo de habilidades sociales, objetivos de comprensión y acción en lugar de conocimiento de memoria, proyectos de aprendizaje colaborativo y cooperativo, educación para la responsabilidad social y la democracia, educación personalizada, integración del servicio comunitario, selección de contenidos de las materias en función de las habilidades que se necesitarán en el futuro, falta de énfasis en los libros de texto, aprendizaje permanente y evaluación mediante la evaluación de los proyectos de los estudiantes. y producciones.
La educación constructivista es un movimiento que incluye el aprendizaje activo, el aprendizaje por descubrimiento y la construcción de conocimientos, y todas las versiones promueven la exploración libre del estudiante dentro de un marco o estructura determinada. El profesor actúa como un facilitador que anima a los estudiantes a descubrir principios por sí mismos y a construir conocimientos trabajando respondiendo preguntas abiertas y resolviendo problemas del mundo real. La educación Montessori es un ejemplo de un enfoque de aprendizaje constructivista.
Un entorno de aprendizaje del siglo XXI es un programa de aprendizaje, una estrategia y un contenido específico. Todos están centrados en el alumno y cuentan con el respaldo o el uso de tecnologías digitales modernas. Muchos incorporan componentes clave del aprendizaje activo.
El aprendizaje combinado es un programa de aprendizaje en el que un estudiante aprende, al menos en parte, a través de la entrega de contenido e instrucción a través de medios digitales y en línea con un mayor control del estudiante sobre el tiempo, el lugar, el camino o el ritmo que con el aprendizaje tradicional.
El aprendizaje personalizado es una estrategia educativa que ofrece pedagogía, plan de estudios y entornos de aprendizaje para satisfacer las necesidades, preferencias de aprendizaje e intereses específicos de cada estudiante. También abarca instrucción diferenciada que apoya el progreso de los estudiantes basado en el dominio de materias o habilidades específicas.
Las habilidades del siglo XXI son una serie de habilidades, capacidades y disposiciones de aprendizaje de orden superior que los educadores, líderes empresariales, académicos y agencias gubernamentales han identificado como contenido y resultados necesarios para el éxito en la sociedad y los lugares de trabajo del siglo XXI. Estas habilidades incluyen materias básicas ( Las tres R ), contenido del siglo XXI, colaboración, comunicación, creatividad, pensamiento crítico, alfabetización en tecnologías de la información y la comunicación (TIC), habilidades para la vida y evaluaciones del siglo XXI.
La alfabetización digital se está volviendo fundamental para el aprendizaje exitoso, ya que la tecnología móvil y personal está transformando los entornos de aprendizaje y los lugares de trabajo por igual. Permite que el aprendizaje (incluida la investigación, la colaboración, la creación, la escritura, la producción y la presentación) se produzca en casi cualquier lugar. Sus sólidas herramientas respaldan la creatividad del pensamiento, a través de la colaboración, la generación y la producción que no requieren destreza manual. Fomenta la personalización de los espacios de aprendizaje por parte de profesores y estudiantes, lo que apoya la actividad de aprendizaje directa e indirectamente al proporcionar un mayor sentimiento de propiedad y relevancia.

## Climas propicios en el aula
Un clima propicio en el aula es aquel que es óptimo para la enseñanza y el aprendizaje y donde los estudiantes se sienten seguros y nutridos. Estas creaciones climáticas en el aula incluyen: 
- Modelando equidad y justicia:

El tono marcado por el profesor juega un papel importante a la hora de establecer expectativas sobre el comportamiento respetuoso en el aula. Un maestro tranquilo, justo y transparente sobre las expectativas y la conducta sirve como modelo para los estudiantes. Esto incluye establecer consecuencias claras y apropiadas por infringir las reglas del aula y de la escuela, garantizando que sean justas, proporcionales y vayan acompañadas de un refuerzo positivo.
- Oportunidades de participación positiva para los adolescentes:

Los adolescentes aportan creatividad, entusiasmo y un fuerte sentido de justicia natural a su aprendizaje y juego. Cuando a los alumnos se les brindan oportunidades significativas para brindar aportes creativos y constructivos a los procesos de planificación de lecciones y gobernanza escolar, los beneficios esperados incluyen: mayor participación; el desarrollo de habilidades de planificación, resolución de problemas, trabajo en grupo y comunicación; y un sentido de orgullo por las actividades escolares y su propia experiencia de aprendizaje. Además, encontrar la estructura de elección adecuada para la participación de los estudiantes garantiza estos beneficios. Las elecciones demasiado complejas pueden tener resultados negativos o nulos en el aprendizaje.
- Configuración bien pensada del aula:

El aula física debe organizarse de manera que los estudiantes puedan trabajar de forma independiente y organizar fácilmente sus escritorios para el trabajo en grupo. Por ejemplo, disponer de un espacio abierto propicio para el trabajo en equipo. Los profesores también pueden identificar áreas abiertas fuera del aula que podrían servir para actividades y trabajo en grupo (como el patio de la escuela). Además de los espacios abiertos, un área tranquila donde el maestro puede hablar directamente con los estudiantes uno a uno permite informar sobre problemas de conducta y que los estudiantes se sientan seguros para discutir temas delicados, lejos de los demás estudiantes.
Los profesores deben adoptar métodos de enseñanza participativos para permitir que los estudiantes se beneficien del aprendizaje activo y de las actividades prácticas. El uso de juegos de roles y las artes creativas puede ayudar a los estudiantes a comprender y apreciar diferentes experiencias y puntos de vista. Estos métodos desarrollan resultados de aprendizaje como el pensamiento crítico y las habilidades para la resolución de problemas.
Los entornos de aprendizaje se organizan frecuentemente en seis modelos físicos y pedagógicos:
- Modelo departamental
- Modelo integrador
- Modelo de aprendizaje basado en proyectos.
- modelo de academia
- Modelo de pequeñas comunidades de aprendizaje
- Modelo de escuela dentro de la escuela

- Educacion cooperativa
- Aprendizaje cooperativo
- Educación en casa
- Espacio de aprendizaje
- Aprendizaje basado en fenómenos
- Aprendizaje profesional basado en la práctica.
- Sevicio de aprendizaje
- Aprendizaje temático
- Aprendizaje basado en el trabajo

 Este artículo incorpora texto de un trabajo de contenido libre.  Licenciado bajo CC BY-SA 3.0 IGO UNESCO,  UNESCO. Para aprender como añadir texto de licencias libres a artículos de Wikipedia, véase Wikipedia:Agregar textos en licencia libre en Wikipedia. Para más información sobre cómo reutilizar texto de Wikipedia, véanse las condiciones de uso.